# 서상면 (1867년)
서상면(徐相勉, 1867년 3월 4일 ~ 1920년 1월 3일)은 대한제국과 일제강점기의 관료로, 본관은 대구이며 본적은 한성부 남서(南署) 회현방(會賢坊) 사축동(司畜洞)이다.

## 생애
조선총독부 중추원 참의를 역임했던 서상훈의 동생이며 1890년 6월 성균관 진사가 되었다. 1897년 12월 대한제국인공양잠합자회사(大韓帝國人工養蠶合資會社) 대주주로 참여했으며 1899년 12월 향연합자회사(香烟合資會社) 중역, 1900년 2월 대한제국인공양잠합자회사 간사를 차례로 역임했다.
1900년 12월 20일 농상공부 주사로 임명되었으며 1902년 4월 13일 진연청(進宴廳) 낭청, 1902년 6월 8일 진연의궤청(進宴儀軌廳) 낭청으로 각각 임명되었다. 1902년 8월 7일 농상공부 임시박람회 사무간사를 겸임했고 1903년 1월 30일 진연청 낭청, 1904년 1월 2일 빈전도감(殯殿都監) 낭청, 1904년 11월 6일 원소도감(園所都監) 낭청을 차례로 역임했다. 1905년 3월 1일 농상공부 주사로 다시 임명되었으며 1906년 6월 1일 5급으로 승급했다.
1907년 3월 20일 경기도 가평군수로 임명되었으며 1907년 5월 17일 서북영림창(西北營林廠) 사무관으로 임명되었다. 1907년 3월에는 유림 계열 친일단체인 대동학회 평의원으로 활동했으며 1908년 5월 7일 평안북도관찰도 의주부윤으로 임명되었다. 한일 병합 조약 체결 이후인 1910년 10월 1일 평안북도 성천군수로 임명되었고 1911년 5월 26일부터 1917년 9월 26일까지 경기도 고양군수를 역임했다.
1912년 8월 1일 일본 정부로부터 한국병합기념장, 1915년 11월 10일 다이쇼대례기념장을 받았으며 1916년 1월 10일부터 1917년 7월까지 경기도 지방토지조사위원회 임시위원을 역임했다. 1917년 9월 26일부터 1920년 1월 3일 사망할 때까지 충청북도 참여관을 역임했고 1918년 충청북도 지방토지조사위원회 위원을 겸임했다. 친일파 708인 명단의 도 참여관 부문, 민족문제연구소의 친일인명사전 수록자 명단의 관료 부문에 포함되었다.

## 참고자료
- 민족문제연구소 (2009). 〈서상면〉. 《친일인명사전 2 (ㅂ ~ ㅇ)》. 서울. 254 ~ 255쪽.